# 馬里奧·魯伊
马里奥·鲁伊·席尔瓦·杜阿尔特（葡萄牙語：Mário Rui Silva Duarte；1991年5月27日—），葡萄牙職業足球員，司職左後衛，曾效力意甲球會拿玻里。

## 俱樂部生涯
魯伊在葡萄牙體育青年隊、巴倫西亞青年隊和本菲卡青年隊均有過效力，這也是他足球生涯的開始。到了2012年6月，意甲球隊帕爾馬宣佈與魯伊簽訂一份為期五年的合同，正式開啓他的職業生涯。
2013年6月，魯伊轉會至恩波利，在那個賽季中，魯伊一共出場26次，幫助球隊重回意甲。2014年6月，恩波利正式買斷魯伊。 2016年7月，羅馬正式簽下魯伊，不過賽季初由於傷病的原因，魯伊直到2017年1月19日才完成首秀。
2017年7月13日，Mário Rui以375万欧元的初始租借费用加盟那不勒斯；如果达到某些运动目标，俱乐部将有义务以额外的550万欧元将他买断。 他于10月1日在本赛季第七场比赛中完成了首秀，在对阵卡利亚里的比赛中作为替补出场，并帮助球队以3-0获胜。 他在意大利顶级联赛中的首粒进球是在次年2月10日，为主队在4-1战胜拉齐奥的比赛中锦上添花。 由于法齐·古拉姆在11月膝盖受伤，Mário Rui成为球队的首发左后卫， 但在4月古拉姆恢复后，他的经纪人威胁如果他不能保住这个位置，将为他寻找新球队。
2020年6月17日，Mário Rui在意大利杯决赛中首发并出场81分钟，那不勒斯在与尤文图斯0-0战平后通过点球大战获胜。 8月6日，他将合同延长至2025年，年薪为250万欧元。 2020年11月8日，由于违反宵禁规定，他和古拉姆被主教练詹纳罗·加图索排除在1-0战胜博洛尼亚的比赛名单之外。

## 國家隊生涯
2018年3月，馬里奧·魯伊首次得到國家隊的徵召，並且在2018年3月26日完成國家隊首秀。在2018年世界杯，馬里奧·魯伊入選球隊23人大名單，正賽階段以小組第二出線，淘汰賽首輪1-2不敵烏拉圭，止步十六強。

## 榮譽

### 球會
拿坡里
- 義大利盃冠軍：2019–20[25]
- 意甲冠軍：2022–23[26]

### 國家隊
葡萄牙U20
- U-20世界盃亞軍：2011

葡萄牙
- 歐洲足協國家聯賽冠軍：2018-19

### 個人
- 亨利王子勛章---騎士[27]

## 外部連結
- 馬里奧·魯伊於ForaDeJogo的個人資料
- 马里奥·鲁伊 （页面存档备份，存于）在葡萄牙足协官网中的国家队数据 （葡萄牙語）
- 馬里奧·魯伊 – FIFA國際賽競賽紀錄 (存檔)